# Resolução 189 do Conselho de Segurança das Nações Unidas
Resolução 189 do Conselho de Segurança das Nações Unidas, foi aprovada 4 de junho de 1964, lamentou um incidente com a invasão de unidades da República do Vietnã no Camboja e pediu uma indenização para os cambojanos. A resolução, em seguida, pediu que todos os Estados e as autoridades reconhecem e respeitam a neutralidade e a integridade territorial do Camboja, decidiram enviar 3 de seus membros para os locais dos incidentes mais recentes que ocorreram para apresentar um relatório ao Conselho, em 45 dias, com sugestões.
Camboja já havia se queixado das agressões e as invasões dos sul-vietnamitas e as tropas americanas em seu território. Em 24 de julho de 1964, a missão enviada pelo Conselho informou que a situação na fronteira permaneceu tensa e uma solução ainda não havia sido encontrada.
Foi aprovada por unanimidade.